# Love Bugs
Love Bugs è una sitcom televisiva italiana prodotta dal 2004 al 2007 e trasmessa da Italia 1. La serie è basata sul format originale canadese Un gars, une fille.

## Format
Il format della serie, che esplora le dinamiche di un rapporto di coppia molto solido ma allo stesso tempo turbolento attraverso dei brevi sketch legati tra loro a livello di trama ma montati in modo non sequenziale, fu introdotto per la prima volta in Québec da Radio-Canada nel 1997, da un'idea di Guy A. Lepage; la serie, Un gars, une fille, prendeva spunto da un altro show creato da Lepage nel 1996, Besoin d'amour, che affrontava tematiche simili. Particolarità del format è l'uso di un'unica telecamera fissa che riprende le vicende.
Visto il successo di Un gars, une fille, il format fu esportato con successo in numerose altre nazioni, Francia in primis; la versione francese in particolare, prodotta dal 1999 al 2003 e interpretata da Jean Dujardin e Alexandra Lamy, divenne per un certo periodo trasmissione di punta dell'emittente France 2, e fu presa come punto di riferimento per la versione italiana, nata nel 2004 con il titolo di Love Bugs.

## Trama

### Love Bugs
La prima stagione della sitcom vede protagonista la coppia formata da Fabio e Michelle. Fabio, originario della Romagna, si è da tempo trasferito a Milano, dove svolge la professione di commercialista e convive stabilmente con la sua fidanzata Michelle, di origini svizzere, impiegata, molto carina ma con manie e abitudini molto precise, che spesso mettono in difficoltà Fabio. Gelosa fino al midollo, la tranquilla Michelle si adira ogni volta che vede Fabio anche solo guardare altre donne; in particolare, Michelle è molto gelosa di Cristina, la giovane segretaria di Fabio, e ogni volta che viene fuori l'argomento Fabio è costretto a sorbirsi delle terribili scenate da parte della sua fidanzata. Spesso, tuttavia, anche Fabio si dimostra piuttosto geloso di Michelle quando capita che venga avvicinata da altri uomini.
Lei vorrebbe passare con lui molto tempo, tanto da trascinarlo spesso in luoghi come beauty farm, teatri e musei, che Michelle adora e che invece Fabio mal sopporta. Lui, dal proprio canto, vorrebbe trascorrere più tempo con i suoi amici, con cui pratica sport, fa baldoria fino a tardi e va allo stadio a tifare per l'Inter; ogni volta che Fabio e Michelle riescono a svolgere qualche attività insieme, gli esiti sono in genere tragicomici. I due frequentano una coppia di amici, Marco e Daniela, con cui si vedono spesso per trascorrere qualche serata o fine settimana insieme e con i quali finiscono immancabilmente per scontrarsi a causa dei più disparati motivi; altri elementi ricorrenti sono l'orsacchiotto di peluche che Michelle possiede fin da bambina, comportandosi in modo incredibilmente infantile al riguardo e che le viene sempre rovinato lasciandola traumatizzata, e un assicuratore che sembra essere un autentico iettatore, in quanto, in sua presenza, accadono sempre gli eventi negativi contro i quali lui stesso propone a Fabio e Michelle di assicurarsi. Una cosa che Fabio proprio non sopporta del suo rapporto con Michelle è il dover avere a che fare con Rossana, l'acida madre vedova della sua ragazza (che lui chiama "La Vecchia"): i due non sono mai riusciti ad essere in buoni rapporti e finiscono sempre per avere degli aspri litigi.

### Love Bugs²
La seconda stagione della sitcom (chiamata Love Bugs², da leggersi Love Bugs alla seconda) vede protagonista ancora il commercialista Fabio, affiancato però stavolta da Elisabetta, la sua nuova fidanzata. La sua storica ragazza Michelle, infatti, dopo una trasferta di lavoro con il suo affascinante capo, l'ha lasciato dopo sette anni di fidanzamento per mettersi proprio con lui. Fabio ne è uscito distrutto, ma poi ha incontrato Elisabetta, con cui, dopo poco tempo, ha deciso di andare a vivere insieme. 
Elisabetta è completamente diversa da Michelle: accentua ancor di più l'aspetto "leggero" della ragazza, corrispondendo perfettamente all'archetipo della "bella ma stupida". Originaria della Sardegna, Elisabetta gestisce un negozio di biancheria intima assieme alla sua migliore amica e a un ragazzo dichiaratamente gay, mal sopportato da Fabio.
Elisabetta è molto autoritaria nei confronti di Fabio e rivela un carattere piuttosto vendicativo: ne è la prova il fatto che quando lui tenta, tra il serio e il faceto, dei dialoghi con altre donne, lei non solo non glielo perdona ma immediatamente gli rende pan per focaccia corteggiando a sua volta altri uomini; altre volte non esita a sbatterlo letteralmente fuori di casa quando combina qualche malefatta. Fabio indubbiamente la ama, ma qualche volta si ritrova a rimpiangere la sua ex Michelle, ed Elisabetta non prende mai bene ciò. Fabio ha a che fare anche con la madre di Elisabetta, con cui non ha però il rapporto conflittuale che aveva con la mamma di Michelle, forse perché si tratta di una signora ancora giovanile e di bell'aspetto. Anche se più raramente rispetto al passato, Fabio frequenta ancora Marco, il quale si è a sua volta lasciato con Daniela, e il suo gruppo di amici, a cui però adesso si aggiunge anche Elisabetta, a sua volta un'accesa sportiva e tifosa.

### Love Bugs³
La terza stagione della sitcom (chiamata Love Bugs³, da leggersi Love Bugs alla terza) vede protagonista una nuova coppia, Emilio e Giorgia. Emilio è un quarantenne barese residente ormai da molti anni a Milano e ancora molto legato alla sua terra d'origine: ne sono la prova l'amore per la cucina pugliese e lo sfrenato tifo calcistico per il Bari. Lavora in una concessionaria d'auto come venditore, anche se ambisce ad aprirne una tutta sua. Convive con la sua fidanzata Giorgia, una ragazza di circa quindici anni più giovane di lui. I due sono letteralmente agli antipodi: mentre Emilio è tranquillo, ordinato e abitudinario, Giorgia è esuberante, impulsiva e passionale.
Figlia di genitori separati e inglese da parte di padre, Giorgia ha vissuto fin da piccola in un ambiente cosmopolita, vivendo mille esperienze diverse e trovando una stabilità solo quando ha conosciuto Emilio. Lui la ama molto, ma a volte è intimorito dalla grande differenza di età e dai tanti coetanei che girano intorno a Giorgia, di cui è molto geloso. I due cercano sempre di fare qualcosa insieme, ma con scarsi risultati: lei non riesce ad appassionarsi al calcio ed ai motori, mentre lui non comprende lo spirito naturalista di Giorgia, che la porta a spendere gran parte del suo tempo libero, nonché a sacrificare anche il suo lavoro di insegnante di inglese, facendo volontariato per sostenere e promuovere le più disparate cause ecologiste.

## Episodi
| Stagione         | Episodi | Prima TV |
| ---------------- | ------- | -------- |
| Prima stagione   | 53      | 2004     |
| Seconda stagione | 117     | 2005     |
| Terza stagione   | 53      | 2007     |

## Personaggi e interpreti
- Fabio (stagioni 1-2), interpretato da Fabio De Luigi.
- Michelle (stagione 1), interpretata da Michelle Hunziker.
- Elisabetta (stagione 2), interpretata da Elisabetta Canalis.
- Giorgia (stagione 3), interpretata da Giorgia Surina.
- Emilio (stagione 3), interpretato da Emilio Solfrizzi.

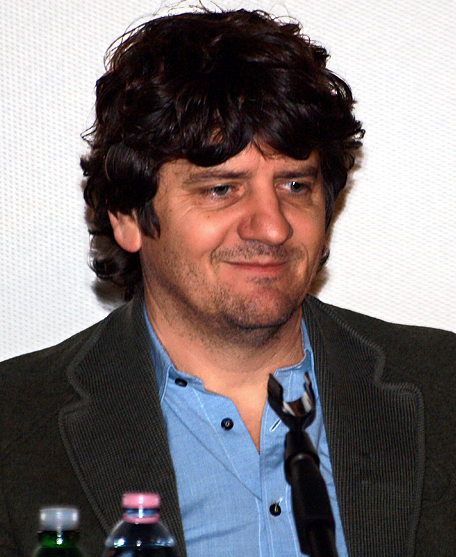
Fabio De Luigi è Fabio
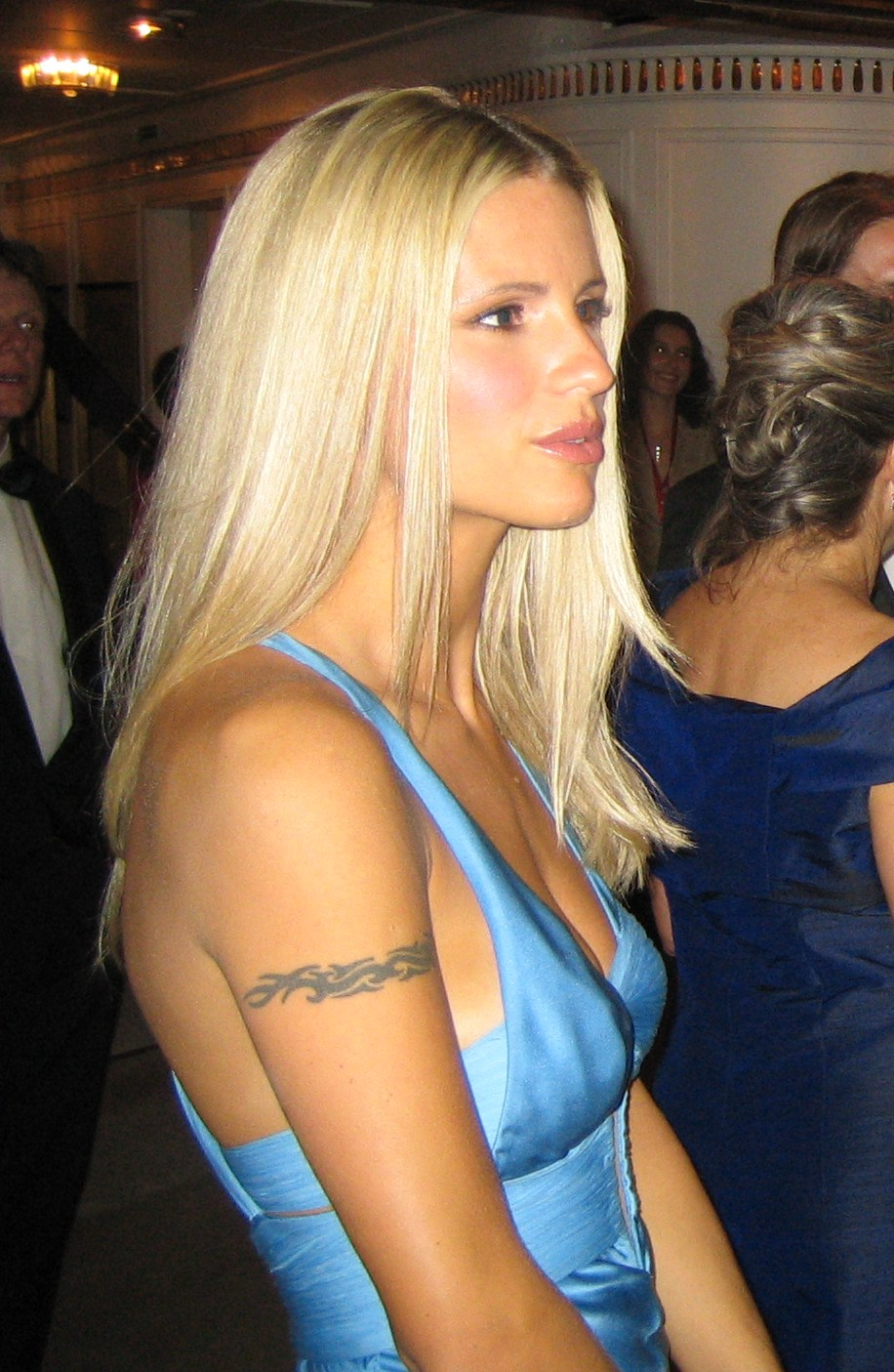
Michelle Hunziker è Michelle
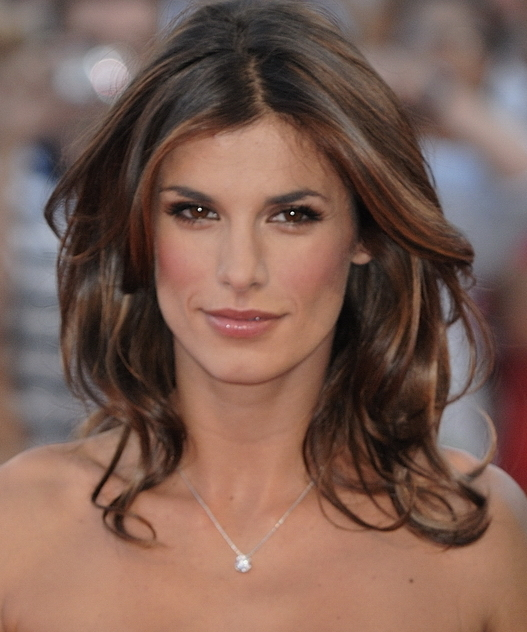
Elisabetta Canalis è Elisabetta
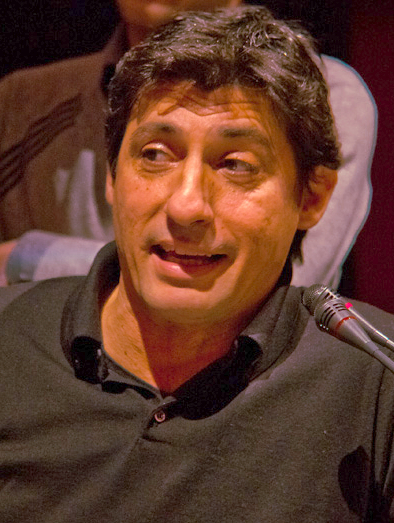
Emilio Solfrizzi è Emilio
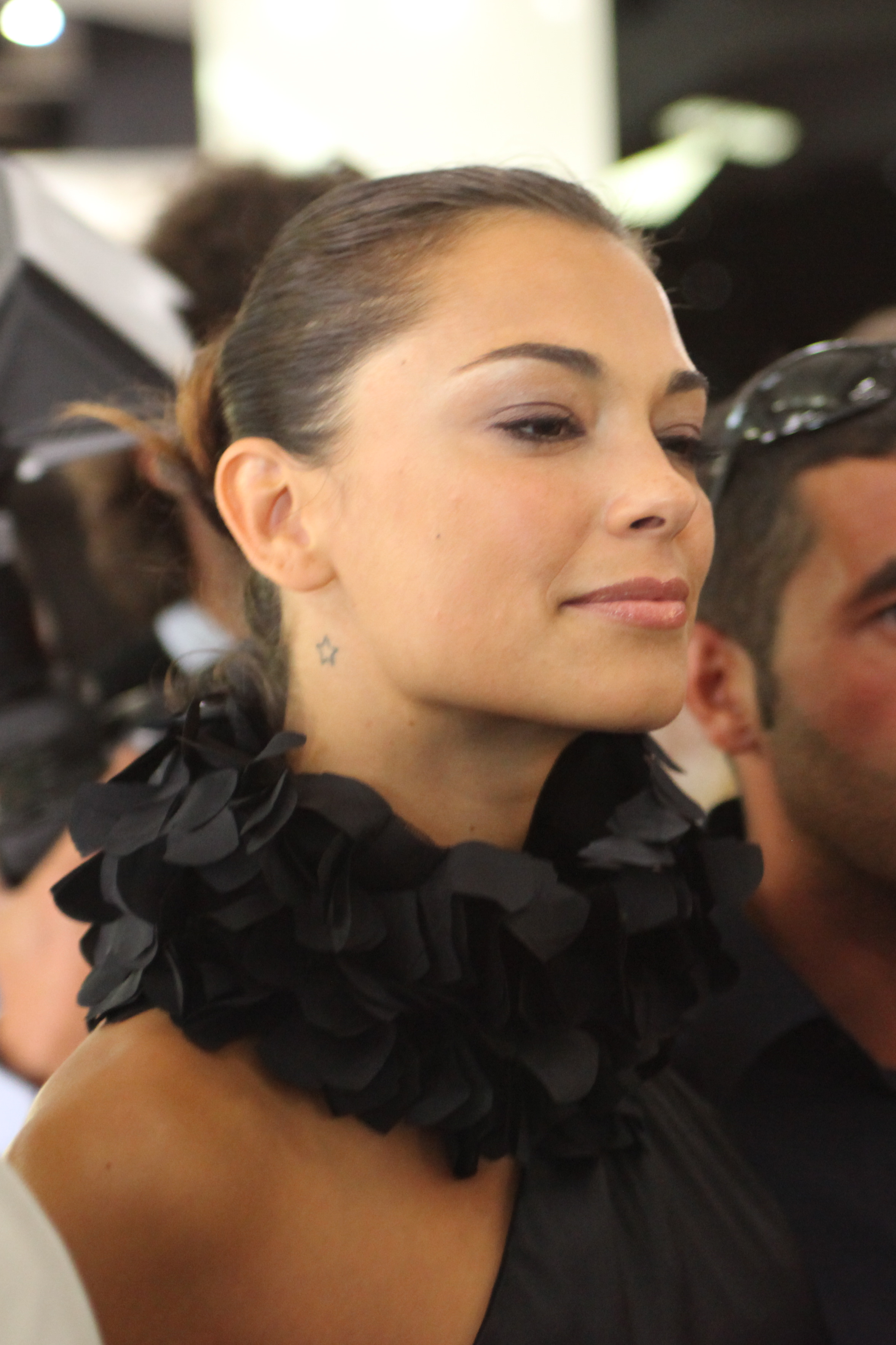
Giorgia Surina è Giorgia

## Riconoscimenti
- 2005 – Telegrolle
  - Miglior attore sitcom a Fabio De Luigi
  - Miglior attrice sitcom a Michelle Hunziker